# Susan Fitzgerald
Pour les articles homonymes, voir Fitzgerald.
Susan Mary Theresa Fitzgerald, née le 28 mai 1949 à Leicester en Angleterre et morte le 9 septembre 2013 à Dublin, est une actrice irlandaise.

## Biographie
Elle sort diplômée du Trinity College dans les années 1970 et y fait la connaissance de son futur époux, Michael Colgan, directeur de théâtre.
C'est au théâtre que sa carrière est la plus féconde. Susan joue d'abord au Gate Theatre de Dublin, dans des pièces écrites par des auteurs irlandais et étrangers, et interprète le rôle de May dans Footfalls. Elle travaille aussi au Abbey Theatre dans A Midsummer Night's Dream et Six Characters in Search of an Author.
Sur le petit écran, sa carrière compte des apparitions dans Fair City, Rebel Heart, Bachelor's Walk, Proof and The Big Bow Wow. Au cinéma, elle apparaît dans Trouble With Sex (2005) et Happy Ever Afters (2009).
Mariée à Michael Colgan dont elle se sépare en 2010, elle est mère de trois enfants, Sarah, Sophie et Richard.
Elle décède à Dublin le 9 septembre 2013 d'un cancer, âgée de 64 ans.

## Filmographie

### Au cinéma
- 1977 : A Portrait of the Artist as a Young Man : Emma
- 1997 : Le Baiser du serpent : Mistress Clevely
- 1999 : Sunburn : la mère de Robert
- 1999 : Les cendres d'Angela : Sœur Rita
- 2005 : Trouble with Sex : Rosie
- 2008 : Satellites & Meteorites : Angela Gore
- 2009 : Happy Ever Afters : Mrs. Maguire

### Télévision
- 1978 : Last of Summer (série télévisée) : Angéle
- 1978 : The Burke Enigma (série télévisée)
- 1984 : The Irish R.M. (série télévisée) : Miss Longmuir (épisode The Aussolas Martin Cat)
- 2000 : Footfalls : May
- 2001 : Rebel Heart (mini-série télévisée) : Mrs. Coyne
- 2003 : Bachelors Walk (série télévisée)
- 2004 : Preuve à charge (série télévisée) : Beatrice Cosgrove
- 2004 : The Big Bow Wow (série télévisée) : Patricia